# Ari Stidham
Ari Stidham, né le 22 août 1992 à Westlake Village en Californie, est un acteur, chanteur et compositeur américain
Il est connu pour son rôle de Sylvester Dodd dans la série Scorpion.

## Biographie
Ari Stidham est né le 22 août 1992 à Westlake Village où il a passé toute son adolescence. Il habite à Los Angeles, notamment pour les besoins du tournage de la série Scorpion.

### Carrière

#### En tant qu'acteur
Il a participé au programme de l'American Conservatory Theater (ACT) à San Francisco et a joué dans la pièce de Broadway, Fat Camp.
Il se fait remarquer par le créateur de la série Huge qui va découvrir ses talents d'improvisation et va lui donner un des rôles principaux, celui de Ian Schonfeld.
Il a joué un petit rôle dans la courte série The Crazy Ones avec Robin Williams.
De 2014 à 2018, il joue le rôle du génie Sylvester Dodd dans la série de CBS, Scorpion.

#### En tant que musicien
Il a commencé à jouer du piano à l'âge de 4 ans. Il a également appris à jouer de la guitare et de la trompette.
Il est connu dans le monde de la musique sous le nom de Dr. Television. Il poste sur son site de nombreuses chansons qu'il a lui-même écrites.

## Filmographie

### Cinéma
- 2009 : Jack's Box : Ari
- 2010 : Election Day : Ari
- 2010 : The Green Family Elbow : Bully
- 2011 : Anyplace : Luke
- 2011 : Talon's Rant
- 2012 : Kidnap Party : officier au téléphone
- 2016 : The Meme : Max Bloom

### Télévision
- 2010 : Huge : Ian Schonfeld
- 2010 : The Whole Truth : Erik (1x04)
- 2011 : Glee : un jeune ivre (2x14)
- 2013 : Mike and Molly : Henry (3x16)
- 2013 : The Crazy Ones : Ari / membre de la foule (1x11 - 1x02)
- 2015 : Con Man : un geek premier de classe (3 épisodes)
- 2014 - 2018 : Scorpion : Sylvester Dodd, mathématicien et statisticien